# 恩斯特·金特 (什勒斯維希-霍爾斯坦-森訥堡-奧古斯滕堡)
恩斯特·金特（丹麥語：Ernst Günther，1609年10月14日—1689年1月18日），什勒斯維希-霍爾斯坦-森訥堡-奧古斯滕堡公爵，1627年至1689年在位。

## 家庭
1651年，恩斯特·金特與什勒斯維希-霍爾斯坦-森訥堡-格呂克斯堡的奧古斯塔結婚，兩人共有3子2女：
1. 腓特烈（英语：Frederick, Duke of Schleswig-Holstein-Sonderburg-Augustenburg）（1652年—1692年）
2. 路易絲·夏洛特（丹麥語：Louise Charlotte af Slesvig-Holsten-Sønderborg-Augustenborg）（1658年—1740年）
3. 恩斯特·奧古斯特（1660年—1731年）
4. 多蘿西亞·路易絲（丹麥語：Dorothea Louise af Slesvig-Holsten-Sønderborg-Augustenborg）（1663年—1721年）
5. 腓特烈·威廉（英语：Prince Frederick William of Schleswig-Holstein-Sonderburg-Augustenburg）（1668年—1714年）